# Andrea Begley
Andrea Begley (* 1986 in Pomeroy, County Tyrone) ist eine nordirische Popsängerin, die als Gewinnerin von The Voice UK 2013 bekannt geworden ist.

## Karriere
Andrea Begleys Tante ist die besonders in den 1970er Jahren erfolgreiche Countrysängerin Philomena Begley. Ihr eiferte sie nach und nahm in ihrer Jugend regelmäßig an Fleadhs teil, einer besonderen Form von irischen Gesangswettbewerben. 2013 bewarb sie sich für die zweite Staffel der Castingshow The Voice in Großbritannien. Mit ihrer Darbietung von Sarah McLachlans Lied Angel schaffte sie es in das Team des irischen Coachs Daniel O’Donoghue. Mit dem Folkrocksong Ho Hey von den Lumineers brachte sie sich in den Kreis der Favoriten, ihre Version kam auch in die UK-Charts.
Obwohl sie sehbehindert ist und sich mit einem Sehvermögen von 10 % nur eingeschränkt auf der Bühne bewegen kann, erreichte sie das Finale und gewann die Staffel unter anderem mit einer erneuten Aufführung von Angel und mit My Immortal von Evanescence. Mit letztgenanntem Lied kam sie auf Platz 30 der Singlecharts.
Nach dem Wettbewerb kam es zu Missstimmung, weil Coach Will.i.am per Twitter sein Unverständnis über das Publikumsvoting und die Niederlage seiner Kandidatin Leah McFall kundtat. Nach einer Aussprache gab Begley ihren Behördenjob auf, zog nach London und nahm ihr Debütalbum auf. Vier Monate nach dem Finale erschien The Message und stieg auf Platz 7 der Charts ein. Damit war sie die erfolgreichste Teilnehmerin der ersten fünf The-Voice-Staffeln. Trotz eines fortbestehenden Plattenvertrags mit Capitol Records veröffentlichte sie danach kein Album mehr.
Sie ist Botschafterin des nordirischen Blindenverbands Royal National Institute of Blind People in Northern Ireland.

## Diskografie
Alben
- The Message (2013)

Lieder
- My Immortal (2013)
- Dancing in the Dark (2013)
- Ho Hey (2013)
- Take on Me (2013)